# 瓦爾特P22半自動手槍
瓦爾特P22（德語：Walther P22）是一款由德国槍械製造商卡爾·瓦爾特運動槍有限公司以瓦爾特P99為基礎研製和生產的半自動手槍，是P99發射.22 LR口徑手枪子彈的版本。
在美國則是由與史密斯威森公司之間的一間合資企業，美國瓦爾特公司所發售。

## 歷史及設計

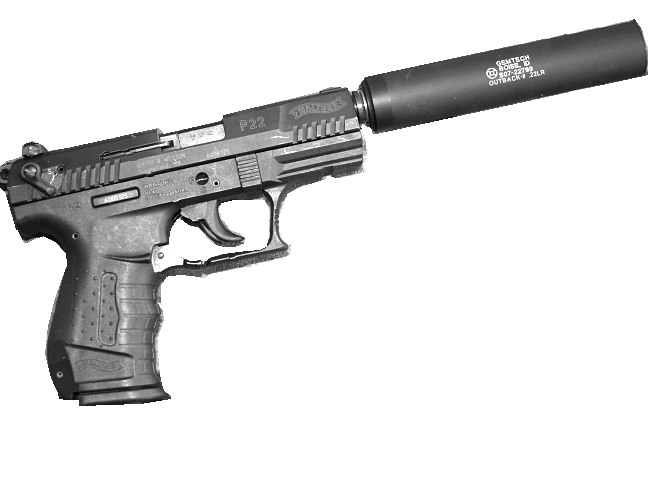
裝上了Gemtech消音器的瓦爾特P22

該手槍的外表與瓦爾特P99十分相近，但體積上卻比原槍來得的小（P99的75℅），並且改用.22 LR彈藥。P22可採用3.4英吋槍管或5英吋槍管。這樣的兩種槍管組合設計是為了更容易交換和小型設計包含兩種槍管以更容易銷售。
P22可以約11磅力作雙動操作射擊，和以略大於4磅的力作單動操作。
P22通過反沖作用操作，在此情況下，彈藥擊發所產生的壓力會藉由套筒組件的慣性重量和復進彈簧的力一同抵消掉。直到彈丸離開槍管而且壓力降低至安全水平以前，槍機並不會開鎖。而且除非使用高初速.22 LR子彈，否則該手槍將無法有效地復進。
P22亦有各種色彩選擇，如黑、橄欖、灰白和碳纖維。

## 使用國
- - 孟加拉陸軍特別安全部隊[2]

## 犯罪用途
P22是2007年弗吉尼亚理工大学校园枪击案當中，兇手赵承熙所使用的武器之一。（另一柄為格洛克19手槍）
另一柄P22在考哈约基校园枪击事件當中，被兇手馬蒂·朱哈尼·薩里（Matti Juhani Saari）用作行凶武器。（其他武器為自製燃烧瓶）

## 外部連結
- （英文）—Walther Firearms P22 （页面存档备份，存于） at Walther America
- （英文）— （页面存档备份，存于） at Carl Walther Sportwaffen GmbH
- （英文）—P22 Semi-Automatic Pistols （页面存档备份，存于） at Carl Walther Sportwaffen GmbH
- （英文）—P22 Bible, disassembly, cleaning, and tuning the Walther P22 （页面存档备份，存于）
- （英文）—Walther P22 Factory Owners Manual in .pdf
- （英文）—Field strip, inspection, & cleaning video
- （英文）—Personal Defense World.com—Gun Test: Walther P22 （页面存档备份，存于）
- （英文）—Military, Security and Civilian Guns and Equipment—Walther P22 （页面存档备份，存于）
- （简体中文）—D Boy Gun World（槍炮世界）—瓦爾特P22半自动手枪 （页面存档备份，存于）